# Peral sabio
El peral sabio es un tipo de árbol mágico y ficticio que aparece en las novelas de Mundodisco del autor inglés Terry Pratchett. Es, después del octihierro, el material más mágico del Disco. Un objeto hecho de peral sabio seguirá a su dueño a absolutamente cualquier parte.
El peral sabio es un pequeño y retorcido árbol que crece en las zonas donde hay grandes acumulaciones de magia, generalmente aquellas donde antaño tuvo lugar una batalla de las guerras mágicas.
Con el peral sabio se pueden fabricar todo tipo de objetos mágicos: cayados de mago y mayoritariamente aquellos que se vayan a enterrar con sus propietarios para que en el otro mundo a este no le falte nada.
Dosflores dispone de al menos dos objetos fabricados con madera de peral sabio: el trípode de su iconógrafo, que permite que el iconógrafo se autoposicione para coger las mejores perspectivas y huir si hace falta, y El Equipaje, un baúl de buenas dimensiones, con cientos de patitas que le permiten seguir a su dueño, correr, patear o saltar, y una tapa que se abre a varias dimensiones, permitiendo que en una de ellas el dueño del equipaje pueda guardar siempre una muda de ropa limpia y seca.